# Lee Rocker
Lee Rocker (ur. 6 sierpnia 1961 na Long Island jako Leon Drucker) – amerykański kontrabasista i kompozytor, najbardziej znany jako członek zespołu Stray Cats, grającego w stylu rockabilly.

## Życiorys i kariera artystyczna
Leon Drucker urodził się jako syn Naomi i Stanleya Druckerów. Wychowywał się w atmosferze muzycznej. Jego ojciec był głównym klarnecistą Filharmonii Nowojorskiej, a starsza siostra, Rosanne – śpiewaczką, dzielącą swój czas między Nashville i Nowy Jork. Jako nastolatek Leon zaczął grać na wiolonczeli, ale nie podjął systematycznej nauki gry na tym instrumencie. Wkrótce, dzięki dyskretnej zachęcie ze strony rodziców, przestawił się na kontrabas. Zaczął grać amatorsko razem ze szkolnym kolegą, perkusistą Jamesem McDonnellem ćwicząc sekcję rytmiczną w garażu swoich rodziców. W szkole średniej obaj z zetknęli się z Brianem Setzerem, którego obaj znali jeszcze ze szkoły podstawowej. W 1979 roku wszyscy trzej zainteresowali się stylem i brzmieniem rockabilly a zwłaszcza takimi wykonawcami jak: Carl Perkins, Eddie Cochran i Buddy Holly.
Postanowili założyć zespół, Stray Cats, który postawił sobie za cel odnowę stylu rockabilly. Zespół zadebiutował w klubach Nowego Jorku i okolic wykonując utwory rock and rollowe oraz własne kompozycje (głównie autorstwa Setzera), wzorowane na utworach takich wykonawców jak: Eddie Cochran, Carl Perkins, Gene Vincent i Buddy Holly. Zniechęcony chłodnym przyjęciem przeprowadził się w 1980 roku do Londynu. Tam klimat dla odradzającego się rockabilly był bardziej sprzyjający. Zespół dał serię koncertów w Londynie, a w 1981 roku wydał debiutancki album, Stray Cats. Spotkał się on z pozytywnym przyjęciem, co skłoniło muzyków do nagrania kolejnego albumu. Ten jednak został przyjęty chłodniej, wskutek czego zespół zdecydował się na powrót do Stanów Zjednoczonych. Tu 1982 roku nagrał swój debiutancki album, Built for Speed. W zespole jednak zaczęły narastać konflikty, które w 1984 roku doprowadziły do rozwiązania go przez lidera, Briana Setzera.
Lee Rocker i Slim Jim Phantom założyli, wspólnie z gitarzystą Earlem Slickiem (znanym ze współpracy z Davidem Bowiem i Johnem Lennonem) zespół Phantom, Rocker & Slick, który nagrał dwa albumy: Phantom, Rocker & Slick (1985) i Cover Girl (1986). Debiutancki album pozostawał na amerykańskich listach przebojów przez sześć miesięcy, a singiel „Men Without Shame” trafił do pierwszej dziesiątki przebojów w rockowym radiu. Dobrze został przyjęty kolejny album tria, Cover Girl. W 1986 roku byli członkowie Stray Cats doszli do porozumienia i reaktywowali zespół. Wydali album Rock Therapy, który jednak sprzedawał się słabo. Zespół nagrał kilka kolejnych albumów, dawał też koncerty. Po wydaniu w 1993 roku albumu Original Cool rozwiązał się. W późniejszym okresie jeszcze kilkakrotnie wznawiał działalność by dawać koncerty, po czym przerywał ją. Lee Rocker rozpoczął karierę solową, wydając w 1994 roku album Big Blue, a po nim następne: Atomic Boogie Hour (1995), No Cats (1998) i Lee Rocker Live (1999).
Pod koniec dekady Lee Rocker razem ze Slimem Jimem Phantomem i gitarzystą Dannym B. Harveyem utworzyli zespół Swing Cats. W latach 1999– 2002 wydali cztery albumy, z których najlepszy był Swing Cats, zawierający takie przeboje jak: „Tall Skinny Mama” i „Little Pig”.
W 2003 roku Lee Rocker wydał kolejny album solowy, Bulletproof, za którym ukazały się kolejne: Racin' the Devil (2006), Black Cat Bone (2007) i Rock This World (2009). W marcu 2011 roku wydał EP-kę The Cover Sessions, zawierającą jego wersje takich przebojów jak: „Come Together” The Beatles, „Drivin' My Life Away”  Eddiego Rabbitta, „Honky Cat” Eltona Johna czy „Come Dancing” The Kinks.

## Życie prywatne
Lee Rocker mieszka w Laguna Beach razem z żoną Deborah i dwojgiem dzieci (2006).